# 小行星8563
小行星8563是一颗围绕太阳公转的小行星。1995年10月19日，蒂莫西·B·斯帕爾在卡特林那发现了此天体。
这颗小行星的绝对星等为354.8960904090526等。